# ملف خانق

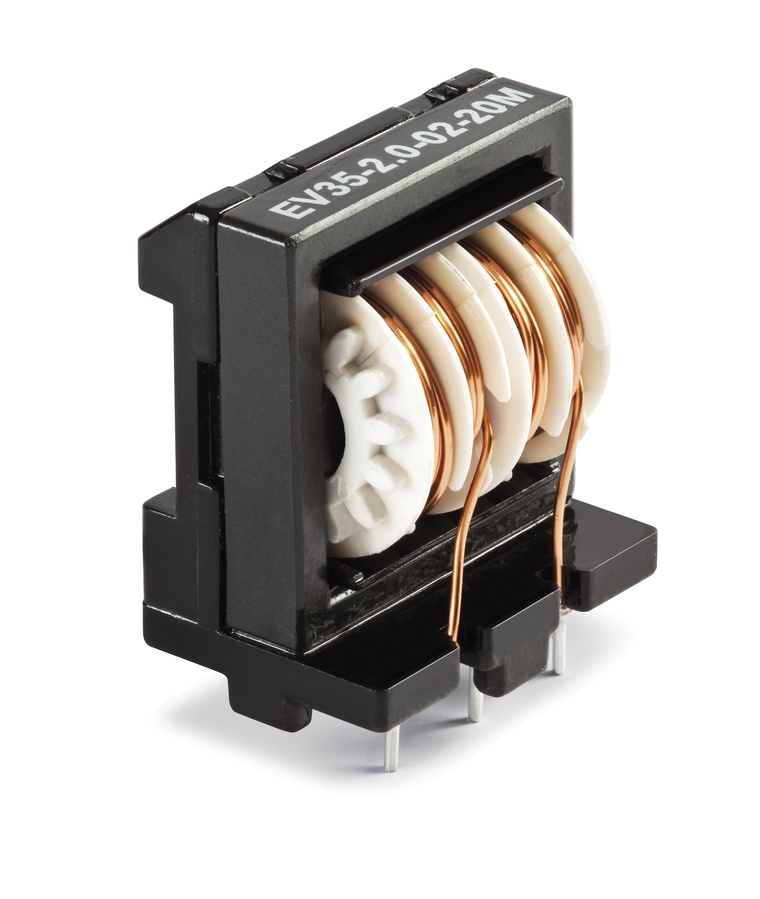
ملف خانق

الملف الخانق في الإلكترونيات هو مِحَثّ يستخدم من أجل صد وحجب التيارات المتناوبة عالية التردد أثناء تمرير تيار مستمر وتيار متناوب منخفض التردد في دارة كهربائية.
يتألف الملف الخانق عادة من ملف كهرومغناطيسي ضمن سلك معزول والذي عادة ما يكون ملتفاً على نواة مغناطيس. تزداد معاوقة الملف الخانق مع ارتفاع التردد. عادة ما تحوي الملفات الخانقة الراديوية على مسحوق حديد أو نوى من الفرّيت مما يزيد من الحث والأداء بشكل عام.